# Stockholm Archipelago Trail
Stockholm Archipelago Trail är en 270 kilometer lång vandringsled genom Stockholms skärgård, mellan Arholma i norr och Landsort i söder. Vandringsleden är uppdelad i tjugo etapper, vars längd och svårighetsgrad varierar. Vandringsleden invigdes i november 2024.
Leden sträcker sig 2024 genom 20 öar, som samtliga nås med allmänna kommunikationer. Antalet öar planeras att utökas. Varje led är utmärkt med någon av beteckningarna "lätt", "medel" eller "utmanande". Information om de olika lederna, tillgänglighet, övernattningsmöjligheter, med mera, finns bland annat på Stockholm Archipelago Trails webbplats.
Stockholm Archipelago Trail har uppmärksammats internationellt av bland andra tidskriften National Geographic, som i oktober 2024 utnämnde Stockholms skärgård till ett av världens 25 bästa resmål 2025.
Vandrare kan anpassa sin upplevelse efter sina preferenser och välja mellan ett äventyrligt alternativ med camping på särskilda platser eller bekvämligheten av mysiga hotell och värdshus längs leden. Dock varierar tillgången till boenden och restauranger säsongsmässigt, då många anläggningar endast är öppna under de mest intensiva sommarveckorna. Denna säsongsbundenhet påverkar också färjetrafiken, vars tidtabeller förändras under året. Därför kräver resor mellan öarna noggrann planering, särskilt utanför sommarsäsongen. Dessa faktorer tillsammans gör vandringsupplevelsen mer eller mindre utmanande beroende på årstiden.

## Etapperna
Stockholm Archipelago Trail är markerat med rött på kartan
|   | Namn      | Svårighetsgrad | Distans (km) |
| - | --------- | -------------- | ------------ |
| A | Arholma   | Medel          | 12,7         |
| B | Lidö      | Medel          | 11,9         |
| C | Furusund  | Lätt           | 7,2          |
| D | Yxlan     | Medel          | 24           |
| E | Finnhamn  | Medel          | 10,1         |
| F | Ingmarsö  | Lätt           | 10,6         |
| G | Brottö    | Lätt           | 1            |
| H | Svartsö   | Lätt           | 17,9         |
| I | Möja      | Lätt           | 10,4         |
| J | Grinda    | Medel          | 9,8          |
| K | Sandhamn  | Lätt           | 8,1          |
| L | Runmarö   | Medel          | 18,5         |
| M | Nämdö     | Medel          | 13,1         |
| N | Ornö      | Medel          | 34,1         |
| O | Fjärdlång | Medel          | 11,7         |
| P | Utö       | Utmanande      | 16,7         |
| Q | Rånö      | Lätt           | 12           |
| R | Ålö       | Utmanande      | 12,4         |
| S | Nåttarö   | Utmanande      | 10,3         |
| T | Landsort  | Medel          | 13,8         |

### Båtluffarleden
Ett sätt att ta sig mellan Ingmarsö och Finnhamn är att utnyttja dom roddbåtar som finns på Båtluffarleden.
Se kartan så visar sig leden i blått.

### Färjor
Enklaste sättet att ta sig ut till öarna och mellan öarna är Waxholmsbolagets färjor. I kartan ovan finns några bryggor markerade med grått varifrån färjorna går ut till öarna. På öarna finns i kartan dom olika bryggor vandringen kan startas vid.
|   | Brygga      | Etapper                          |
| - | ----------- | -------------------------------- |
| a | Simpnäs     | Arholma                          |
| b | Räfsnäs     | Lidö                             |
| c | Åsättra     | Svartsö, Ingmarsö, Finnhamn      |
| d | Sollenkroka | Möja                             |
| e | Boda        | Grinda                           |
| f | Stavsnäs    | Runmarö, Sandhamn, Nämdö         |
| g | Dalarö      | Ornö, Fjärdlång, Gruvbryggan Utö |
| h | Årsta       | Utö                              |
| i | Nynäshamn   | Nåttarö Rånö Ålö                 |
| j | Ankarudden  | Landsort                         |

Under högsäsongen finns även en Nord-Syd linje som det återstår att se hur den passar in med att vandra Stockholm Archipelago Trail.

### Museum, hembygdsgårdar, livsmedelsaffärer, restauranger längs leden
Nedan en karta med leden och var det finns wikipedia artiklar, informationsskyltar, affärer kopplade till leden...